# قضاء تلعفر
يُعتبر قضاء تلعفر أكبر قضاء في العراق.ومن أكبر الاقضية على مستوى شرق الأوسط يقع القضاء غرب مدينة الموصل، ويحده من الشمال محافظة دهوك ومن الغرب قضاء سنجار ومن الشرق قضاء الموصل ومن الجنوب قضاء الحضر.
يتبع قضاء تلعفر 3 نواحٍ وهي:
1. ناحية ربيعة وتسكنها عشيرة شمر.
2. ناحية زمار تتكون من 78 قرية 49 قرية عربية و 29 قرية كوردية.
3. ناحية العياضية، يسكنها خليط من عشائر التركمان والعرب وقلة من عشائر مختلفة من الأكراد في القرى التابعة لها.

أما سكنة مركز قضاء تلعفر من القومية التركمانية فقط

## السكان
يبلغ سكان قضاء تلعفر قرابة 300.000 وهم نسيج
من التركمان والعرب والأكراد. حيث يشكل التركمان
من قضاء تلعفر 60% وأما العرب 28% والأكراد 12% .ويتكلم غالبية قوميات تلعفر اللغة التركمانيه.
```
حيث يتواجدون التركمان في مدينة تلعفر البالغ عدد سكانها 300.000
[
2
]
```

ويتواجد العرب والأكراد في نواحي القضاء مثل ربيعة تسكنها قبيلة شمر ، وزمار خليط بين العرب والأكراد وناحية العياضية يسكنها خليط من العرب وقلة من التركمان والأكراد.

## الدين في قضاء تلعفر
أغلب سكان قضاء تلعفر غالبيتهم من المسلمين الشيعه التركمان مع وجود اقلية سنيه من التركمان والعرب